# Zipi i Zape
Zipi i Zape (Zipi y Zape en la versió original en castellà) són dos personatges de ficció de còmic bessons protagonistes d'una sèrie de còmic amb aquest nom, obra de Josep Escobar. Són pràcticament idèntics, només els distingeix el color dels cabells, Zipi té els cabells rossos i Zape morens. Aquests dos personatges protagonitzen històries d'entremaliadures a l'època franquista. Els seus noms provenen del mot zipizape, que en castellà significa 'daltabaix', 'gresca'.
Les històries d'en Zipi i en Zape van ser publicades per l'Editorial Bruguera i són el segon còmic més traduït del castellà a altres llengües, només per darrere de Mortadel·lo i Filemó.

## Trajectòria editorial
Zipi i Zape s'enmarca a la tradició de nens entremaliats del còmic successor dels alemanys Max und Moritz (1865) i els americans The Katzenjammer Kids (1897). Van debutar oficialment el 30 de juliol de 1948 al número 57 de la revista Pulgarcito de l'Editorial Bruguera (corresponent a la cinquena època de la col·lecció, abans que sumés la numeració de les èpoques anteriors), a la historieta "La caseta de baños", encara que Escobar ja havia publicat còmics similars un o dos anys abans. Totes les seves primeres historietes eran curtes, amb una extensió d'una a vuit pàgines.
Els còmics de Zipi i Zape parteixen del xoc entre dues generacions, pares contra fills. Don Pantuflo és un pompós catedràtic de filatèlia i columbofília amb perilla prusiana que educa els seus fills amb lliçons de vida pedants i contradictòries. En les seves primeríssimes pàgines els bessons es prenien a peu de la lletra aquests ensenyaments i d'aquest error naixia una entremaliadura que el pare castigava amb una violència exagerada: tortures, guillotina, bombes, aixafaments, pallisses... En comparació, Jaumeta Llobregat, la mare de la família, no tenia interès dins d'aquestes historietes. La seva autoritat era similar a la d'en Pantuflo, però no tenia els seus matisos dictatorials. Jaimita era més anodina, i aquesta manca de personalitat la va acabar deixant relegada a la caricatura de la mare sumisa.
Aviat va començar publicar-se també a altres revistes de l'editorial: "Súper Pulgarcito" (1949), "Ven y Ven" (1959) i, posteriorment "Gran Pulgarcito" (1969) i "Mortadelo" (1970). També van tenir recopilacions monogràfiques a les col·leccions Magos del lápiz (1949-1951) i Magos de la risa.
Com moltes sèries de Bruguera, Zipi i Zape es va veure afectada per la censura. Ni l'autoritat del pare ni la institució familiar podien posar-se en dubte durant la dictadura, així que Escobar es va veure obligat a, entre altres coses, reduir el nivell de violència. Per exemple, la pressió de la censura va obligar que Zipi i Zape deixessin de ser castigats a la sala dels turments per ser-ho en la cambra dels ratolins. Va ser el començament d'una moderació gradual. La censura també va afectar les reedicions de les historietes.
A partir de 1970, Escobar va produir algunes historietes de major extensió, arribant a les quaranta-quatre pàgines del clàssic àlbum del còmic francobelga, però l'autor no es va acabar de trobar mai a gust amb aquest format.
| Títol                                         | Publicació original               | Data publicació | Publicació en català  | Data publicació | págines |
| --------------------------------------------- | --------------------------------- | --------------- | --------------------- | --------------- | ------- |
| El secuestro                                  | Mortadelo números 0-3             | 11/1970-12/1970 |                       |                 | 16      |
| La volta al món (La vuelta al mundo)          | Mortadelo números 4-14            | 12/1970-3/1971  | Mestres de l'Humor 2  | 11/1987         | 44      |
| El túnel del temps (El tonel del tiempo)      | Mortadelo números 15-25           | 3/1971-5/1971   | Mestres de l'Humor 4  | 11/1987         | 44      |
| Detectius en acció (Detectives en acción)     | Mortadelo números 26-36           | 5/1971-8/1971   | Mestres de l'Humor 6  | 12/1987         | 44      |
| Enviats especials (Enviados especiales)       | Mortadelo números 37-47           | 8/1971-10/1971  | Mestres de l'Humor 12 | 12/1989         | 44      |
| El gran safari                                | Mortadelo números 48-58           | 10/1971-1/1972  | Mestres de l'Humor 8  | 12/1987         | 44      |
| Aprenents a la babalà (Aprendices al tun tun) | Mortadelo números 59-69           | 1/1972-3/1972   | Mestres de l'Humor 16 | 5/1990          | 44      |
| Contamos con vosotros                         | Mortadelo números 70-80           | 3/1972-6/1972   |                       |                 | 44      |
| Caballeros andantes                           | Mortadelo números 81-91           | 6/1972-8/1972   |                       |                 | 44      |
| L'esprai màgic (El "spray" mágico)            | Mortadelo números 92-102          | 8/1972-11/1972  | Mestres de l'Humor 20 | 8/1990          | 44      |
| Estrellas de la publicidad                    | Mortadelo números 103-113         | 11/1972-1/1973  |                       |                 | 44      |
| Un problema de locomotoras                    | Mortadelo números 114-124         | 1/1973-4/1973   |                       |                 | 44      |
| Busque, corra y cobre                         | Mortadelo números 125-135         | 4/1973-6/1973   |                       |                 | 44      |
| Expertos en juguetes                          | Mortadelo números 136-146         | 7/1973-9/1973   |                       |                 | 44      |
| Guerra a la xusma (Guerra al hampa)           | Mortadelo números 147-157         | 9/1973-11/1973  | Mestres de l'Humor 25 | 5/1990          | 44      |
| Una herencia complicada                       | Mortadelo números 158-168         | 12/1973-2/1974  |                       |                 | 44      |
| Futbolerías                                   | Super Zipi y Zape números 115-125 | 6/1982-6/1982   |                       |                 | 44      |

Al 1971 Zipi i Zape van obtenir les seves pròpies revistes: la setmanal "Zipi y Zape" i la mensual "Super Zipi y Zape". També aquell any, les seves aventures van començar a recopilar-se a àlbumes de la nova Colección Olé i als més extensos Magos del humor. A partir de 1978 també es van recopilar en la col·lecció Super Humor. També es van editar llibres amb acudits i curiositats diverses.
Al 1976 la revista Zipi y Zape tenia una tirada setmanal de 124 500 exemplars. Dos anys després, Bruguera publicava una revista més: "Zipi y Zape Especial".
Al 1986 Escobar abandona els seus personatges per l'enfonsament econòmic de Bruguera, i crea una serie similar, Terre y Moto, per a la revista Guai! d'Editorial Grijalbo.
A l'adquirir Ediciones B el fons editorial de Bruguera, Escobar retorna als personatges clàssics. El 1988 la revista Tiempo va publicar una sèrie titulada Las aventuras políticas de Zipi y Zape amb guió de Manuel Vázquez Montalbán. Escobar continuà traballant a la sèrie, tot i la seva avançada edat, fins a la seva mort el 1994. Durant aquesta època Juan Carlos Ramis dibuixava a aquests personatges a seccions temàtiques a dues pàginas a les revistes contenedores de les historietes de Zipi i Zape, a seccions como "Nuestro álbum de fotos" o "In Out". L'any 2000, els hereus d'Escobar van donar la seva conformitat a que Ramis continués amb els personatges amb Joaquín Cera. Aquests van publicar algunes historietes llargues, però van tenir poc èxit.
| Títol                            | Publicació original                  | Data publicació | Nº de pàgines |
| -------------------------------- | ------------------------------------ | --------------- | ------------- |
| El laboratorio secreto           | Magos del Humor Zipi y Zape número 4 | 2001            | 48            |
| Robinsones Zapatilla             | Magos del Humor Zipi y Zape número 5 | 2001            | 48            |
| Locos por la música              | Olé Zipi y Zape número 6             | 2002            | 48            |
| ¡Houston, tenemos dos problemas! | Olé Zipi y Zape número 7             | 2002            | 48            |
| Olimpiadas escolares             | Olé Zipi y Zape número 8             | 2002            | 48            |

A octubre de 2013, a la col·lecció Magos del Humor 160 s'hi va publicar l'adaptació de la pel·lícula Zipi y Zape y el club de la canica, dibuixada per José Luis Reyes amb guió de Jesús de Cos.

## Personatges destacats
- Zipi i Zape: els dos protagonistes, normalment tenen el costum de no estudiar, jugar a futbol, fer vida de carrer, i fer trapelleries inquietes amb la gent; no són mals nois en el fons, i sovint ajuden a ancians desvalguts i transeünts que corren perill de ser atracats; però la seva poca intel·ligència i astúcia, i la seva activitat constant i inquieta, junt amb la seva escassa sort, acaben quasi sempre causant alguna destrossa, i això els fa rebre algun càstig (usualment castigats cara a la paret); això no obstant, quan són castigats rarament intenten escapar al seu càstig, sinó que s'hi sotmeten amb resignació. Encara que en alguna rara ocasió els surt bé la cosa, i fins en Pantuflo i en Minervo els premia algun èxit de la seva conducta (per exemple quan impedeixen l'atracament d'un vianant indefens, o en les raríssimes ocasions en què canvien de conducta, estudien una mica i aproven). La trapelleria amb destrosses sobretot casuals, la dolenteria, la hiperactivitat, la sociabilitat alegre i desinhibida, els conflictes amb els superiors, i les poques ganes d'estudiar (o treballar) de Zipi i Zape són molt comparables, de fet, amb les d'en Sergi Grapes. Al principi els dos bessons eren idèntics excepte pels cabells, però amb els anys es van anar diferenciant en quant a caràcter i Zipi solia prendre la iniciativa, amb la conformitat de Zape, que es va especialitzar en els acudits dolents.[6]
- Pantuflo Zapatilla: el pare dels bessons, intenta millorar la seva conducta en múltiples ocasions, sense aconseguir cap resultat permanent. Normalment (no sempre) acaba disgustat amb les destrosses inevitables o amb els suspensos escolars de sons fills. Tanmateix, conscient que, per poc estudiosos que siguin, són bons nois, els tolera. En les primeres historietes, els càstigs que don Pantuflo fa als seus fills són tan desproporcionats com poc realistes: en una ocasió, com a reprimenda per certa trapelleria de sons fills, els fa res menys que abandonar-los en una habitació a punt d'inundar-se d'aigua, o, en una altra, persegueix Zipi amb una bomba a punt d'explotar... A les primeres històrietes tenia el nom de Raguncio Feldespato.[16] La pressió de la censura va obligar Escobar a suavitzar els càstigs, canviant la sala dels turments per l'habitació dels ratolins.[6]
- Jaumeta (Jaimita en castellà, de cognom Llobregat): la mare dels protagonistes. No està molt segura de si defensar la conducta del seu marit rigorós, o si estar de part dels seus fills (trapelles però benintencionats); la seva conducta és molt variable entre un i altre extrem. A vegades, la parella de bessons intenta ajudar amb tota la bona intenció a sa mare a fer el menjar o bé alguna altra tasca casolana, però la seva poca concentració en la feina i la seva conducta una mica babaua acaben creant molts cops algun disbarat en la feina domèstica... Però, entre els disgustos i les ocasionals alegries que rep dels seus dos fills, la seva mare els tolera i aprecia.
- Sapientín: el cosí dels bessons, és la seva antítesi, un noi d'ulleres aplicat i molt formal, tot i que sovint una mica presumit. Sembla introvertit i es relaciona poc amb els companys de classe; mai se'l veu jugant a futbol ni gaire sovint passejant pel carrer, a diferència dels seus cosins. Sovint descriu als Zipi i Zape com uns ignorants, i els diu que "no sereu res en la vida"; malgrat tot, els Zipi i Zape i el seu cosí set-ciències, malgrat alguna ocasió de conflicte, es porten generalment bé i s'aprecien.
- Don Minervo: el mestre al qual treuen de polleguera en la majoria d'històries, els castiga sovint amb orelles d'ase o aguantant piles de llibres. Tanmateix, els aprecia per la seva simpatia, i un cop va dir: "Si el que tinguessin de trapelles ho tinguessin d'estudiosos, traurien matrícules d'honor". Tanmateix, en alguna molt rara ocasió els veu estudiar de ferm i treure bones notes; llàstima que aquesta conducta mai de la vida acabi sent permanent.
- Peloto Chivàtez: company de classe que, com el seu nom indica, quan pot avisa els mestres del que està passant i va en contra dels protagonistes. És una mica xantatgista, i de vegades dona premis (com pernils) a Don Minervo per treure bones notes. No sembla tenir gaires amics a l'escola, i potser està més ben avingut amb sons pares que amb altra gent. No li agrada veure als trapelles Zipi i Zape ben avinguts i somrients entre ells i amb la resta de companys, i sempre intenta perjudicar-los.
- Don Àngel: és el policia del barri on viuen Zipi i Zape. Sempre està bastant ben avingut amb la parella de germans, i fins en alguna ocasió aquests li ajuden a detenir algun lladre fugitiu (com per exemple un tal "Bach"). En una ocasió, va acusar als Zipi i Zape de no estar al col·legi quan tocava, i els va acompanyar fins a la porta d'allà, però va resultar que ell no sabia que avui el mestre Don Minervo estava malalt i no podia donar classe; els germans bessons, fent-li una mica de burla, van marxar carrer enllà a fer de les seves...
- El Manitas d'Urani: és un lladre que es dedica a robar a les cases del barri, entre elles la de Zipi i Zape, encara que els dos bessons solen desbaratar els robatoris. No és realment una persona desesperada i perillosa, i en té suficient amb entrar a casa dels bessons quan no hi hagi ningú, lligar i emmordassar a qui s'hi trobi, i robar alguns objectes de valor; tot això, els pocs cops que els bessons ho permeten...
- Avis Zapatilla: són els pares de Don Pantuflo i, per tant, avis dels bessons. Sovint fan regals a Zipi i Zape, que són al capdavall, per a bé o per a mal, el futur de la seva vellesa. En algunes ocasions conviden als germans bessons a casa d'ells per tal de distreure's una mica, però les trapelleries dels bessons els acaba portant algun disgust, a vegades de gran magnitud (la Jaimita sempre assegura, quan sons fills desbaratadors van a casa sons avis, que ella "es renta les mans" del que pugui passar...). Malgrat tot, no deu ser tan dolenta la cosa, perquè després ja passa que els bessons reben altre cop la invitació dels avis a tornar a casa seva... En tot cas, els avis de la família Zapatilla sempre afirmen que la major alegria de sons nets "és quan aquests ja han marxat"...
- Donya Espàtula: és la dona de Don Minervo i també treballa a l'escola. Li té poc afecte a Zipi i Zape, sobretot per les entremaliadures que fan a l'escola.
- Senyors Plómez: són un matrimoni d'amics pesats de Don Pantuflo i Donya Jaimita. Només es coneix el nom de pila de Donya Felisa, però no el del seu marit.

## Valoració
Zipi y Zape és una proposta que va adreçada al públic infantil pensat en el lector que encara no ha arribat a l'adolescència. Quan Bruguera va llançar al mercat dels anys setanta una nova fornada de publicacions sempre va tenir molt clar que la revista pel lector adolescent i adult era Mortadelo i que la revista infantil de la casa era Zipi y Zape –i tots els seus derivats, Super Zipi y Zape i Zipi y Zape Especial. Dins de les seves vinyetes hi ha una visió del món que el jove lector reconeix com a propera. L'enfrontament als dos nuclis formadors –i repressors– del seu entorn, l'escola i la família, l'incomprensible món de valors i normes que sovint els pares esgrimeixen com a principis inqüestionables però que no són ni entesos ni assumits pels nens, la presència del càstig, sempre exagerat, injust i desproporcionat als ulls dels infants, com una amenaça latent que s’executa de manera inflexible, l'estudi de matèries àrides de les que cal demostrar coneixement, però no necessàriament comprensió, són els elements que articulen els lligams de complicitat entre el públic i l'obra.
En contra del que de vegades s’ha comentat, la sèrie no és un retrat d'un moment social determinat sinó que, més enllà de les referències indirectes al món que envoltava al creador quan va dibuixar les vinyetes –manera de vestir dels personatges, acudits del'època, etc.–, la sèrie es planteja com un artefacte atemporal on el temps –i per tant la història– no existeix com a categoria que intervé en la narració. Zipi i Zape sempre tenen la mateixa edat i el món de Don Pantuflo es manté inalterable al pas dels anys; l'il∙lustre pare dels bessons, catedràtic d'estrambòtiques matèries –filatèlia i colombofília, per exemple– no és un retrat de cap pare dels anys cinquanta, és un personatge decimonònic, exagerat i grotesc, que representa el paradigma del poder patern, una expressionista i esperpèntica imatge del que suposa l'autoritat familiar als ulls del nen. Igual passa amb l'escola de Don Minervo i la "lista de los Reyes Godos”; als anys seixanta, potser l'època daurada de la sèrie, és més que dubtós que a cap escola els nens estudiessin el llistat mencionat però aquesta es convertia en paradigma de la matèria que calia memoritzar i de la que resultava incomprensible la seva utilitat. El “cuarto de los ratones” o el ser exposat a la vergonya pública amb orelles d'ase i llibres al damunt dels braços en creu no es poden entendre com a càstigs reals als anys seixanta; el lector de llavors els llegia com el lector d'avui, com a deformacions grotesques del càstig que s’integra en la formació del nen. La sèrie no és un document arqueològic que ens parla d'una altra època sinó que és llegida per la infància d'ara com una reflexió sobre el seu món i el seu enfrontament amb les estructures de poder que limiten les seves accions: la família i l'escola.